# Villa gallo-romaine de Goeblange-Miecher
 (mars 2019).
Les vestiges de la villa gallo-romaine de Goeblange-Miecher sont situés sur un dos de colline légèrement en pente vers le sud, dans la petite forêt appelée Miecher, dans la région ouest du Luxembourg, entre les localités de Goeblange, Septfontaines et Nospelt. 
Le site est découvert en 1964 par le curé Georges Kayser. Au début, voyant une éminence de terrain toujours visible dans la forêt, il se croyait en présence d’un tumulus, qu’il se mit alors à excaver, aidé par quelques-uns de ses enfants de chœur et d’autres volontaires. Très vite, il s’avéra, qu’il était tombé sur la maison de maître d’une villa rustica gallo-romaine. Muni d’une autorisation de fouilles du Musée national d'histoire et d'art, il parvint à dégager deux bâtiments. Pour continuer son œuvre après sa mort en 1988, ses assistants ont à ce moment fondé l’association d’Georges Kayser Altertumsfuerscher. Jusqu’à ce jour, et sous le contrôle du Centre national de recherche archéologique, les volontaires de l’association continuent à faire des fouilles et à entretenir le site. Ils publient chaque année un volumineux bulletin d’information pour présenter les progrès réalisés. 
Au cours des années, huit bâtiments en pierre, faisant partie du domaine, ont été révélés grâce à des fouilles archéologiques.

## Occupation pré-romaine
Le site de Goeblange-Miecher était déjà occupé, longtemps avant la construction des premiers bâtiments en pierre à l’époque gallo-romaine. Des preuves d’occupation datent de l’âge de la pierre (outils en silex, éclats de silex et haches en pierre), en passant par l’âge du bronze (tombeau et tessons) jusqu’à l’époque de Hallstatt.
De nombreuses trouvailles de l’époque de La Tène, tels des monnaies, des bracelets en verre, des tessons, des trous de poteaux, des fosses, ainsi que la circonvallation qui date probablement de cette époque, mènent à conclure, qu’à cet emplacement se trouvait, vers les IIe et Ier siècles avant notre ère, une ferme celtique sous forme d’un retranchement carré. On suppose que les opulentes tombes aristocratiques trévires de Goeblange-Nospelt, qui sont situées à environ 500 mètres vers le nord, étaient en relation avec cette ferme.

## La villa gallo-romaine

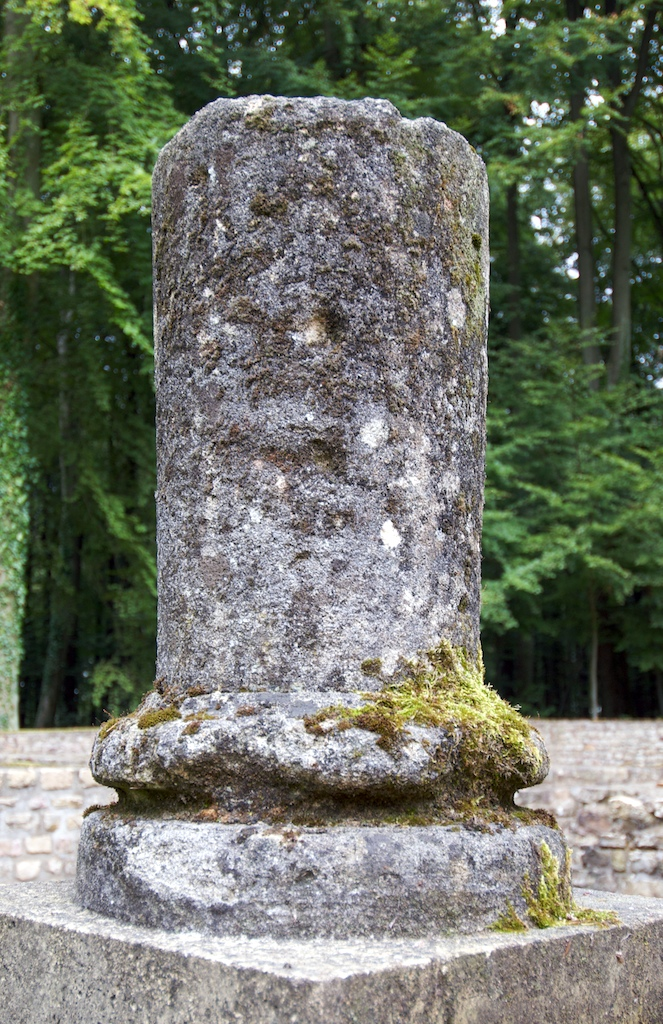
colonne antique du bâtiment 1

Le domaine agricole, construit au cours du Ier siècle de notre ère comprend une surface de cinq hectares avec au moins huit constructions en pierre, dont deux maisons principales, dont l’une date du Ier siècle et la deuxième du IIIe siècle de notre ère. En plus de ces deux maisons, il y a un petit sanctuaire et cinq bâtiments secondaires. Le tout était entouré par un rempart.
Le domaine se situait sur une petite voie secondaire, éloignée d’environ 3,5 kilomètres de la grande route romaine, qui menait de Reims (Durocortorum) à Trèves (Augusta Treverorum), en passant par Arlon (Orolaunum) et Metz (Divodurum).
La villa rustica de Goeblange-Miecher est grande ferme gallo-romaine à plan dispersé, typique dans la province de la Gallia Belgica. La base existentielle de ces types de domaines était assurée par les terres fertiles à leurs alentours. A côté de l’agriculture, les habitants pratiquaient aussi l’élevage. Des restes de chariots et divers poids prouvent qu’une partie au moins des produits était destinée à la vente. Il est possible, que la villa livrait des marchandises aux vici proches, tels Mamer–Bertrange ou Arlon.
Des activités artisanales, comme celles du menuisier, du forgeron, du charbonnier et du cordonnier sont prouvées par la découverte d’outils et des structures d’ateliers. Des perles, des coquilles d’huitres, des débris de verre décoratif et de vitres, le fragment d’une cuillère en argent, des tessons en terre sigillée et des débris de gobelets du type Trierer Spruchbecher, des amphores à vin espagnoles, ainsi que des fresques avec un motif floral prouvent que les maîtres de ce domaine vivaient dans le luxe.
Vers la fin du IVe siècle, dans les troubles des grandes invasions germaniques, le domaine a été abandonné et est tombé en ruines.

### L’ancienne résidence principale - bâtiment 2

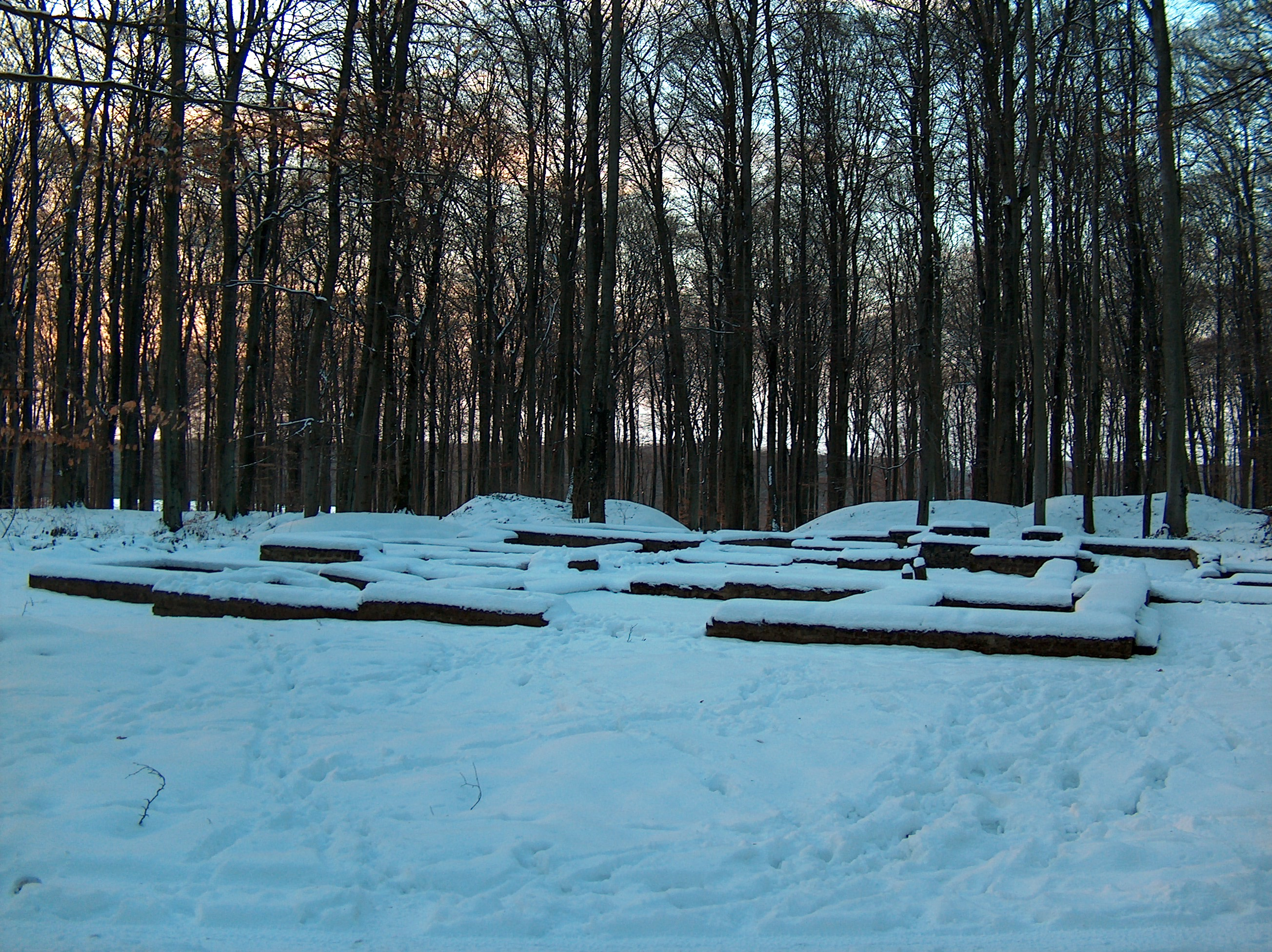
bâtiment 2, ancienne résidence principale

Le bâtiment 2, qui, à l’origine était la résidence principale, a été construit en pierre au Ier siècle de notre ère. À cause de la mauvaise conservation des structures murales et de nombreuses reconstructions au cours de son occupation, les fonctions des quatorze pièces ne sont pas reconnaissables de façon évidente. Au IIe siècle, l’aile nord-ouest a été transformée en bain, avec un caldarium (bassin à eau chaude), frigidarium (bassin à eau froide), et sudatorium (sauna). Quand la nouvelle maison de maître était terminée, début IIIe siècle, ce bâtiment a été employé comme habitat des travailleurs et a été occupé jusqu’au  IVe siècle.
Une petite tablette en bronze avec une inscription ainsi qu’un style pour écrire prouvent que les habitants savaient lire et écrire. Un tampon sur une des tuiles permet de conclure, qu’au moins une tegula (tuile du toit) avait été fabriquée à Corny, près de Metz. Il reste à mentionner la découverte d’un umbo de bouclier en bronze et d’un petit dépôt d’argent de six sesterces.

### La seconde résidence principale - bâtiment 1
Au début du IIIe siècle, fut érigée la nouvelle maison de maître, avec une surface initiale de 700 m2. Elle présente un plan traditionnel à galerie de façade et pavillons d'angle saillantes. Dans la pièce principale se trouvait le foyer. Il y avait une petite installation balnéaire, une cave et un puits. La cave très spacieuse était accessible par un escalier à partir de la pièce centrale. Le mur au sud-est de la cave possédait trois fenêtres. Le bâtiment constitué de dix pièces était orienté vers un tombeau circulaire (tumulus) du Ier siècle. Peu après le parachèvement de la construction, on ajouta une grande pièce à l’ouest ainsi qu’une aile complète à l’est.

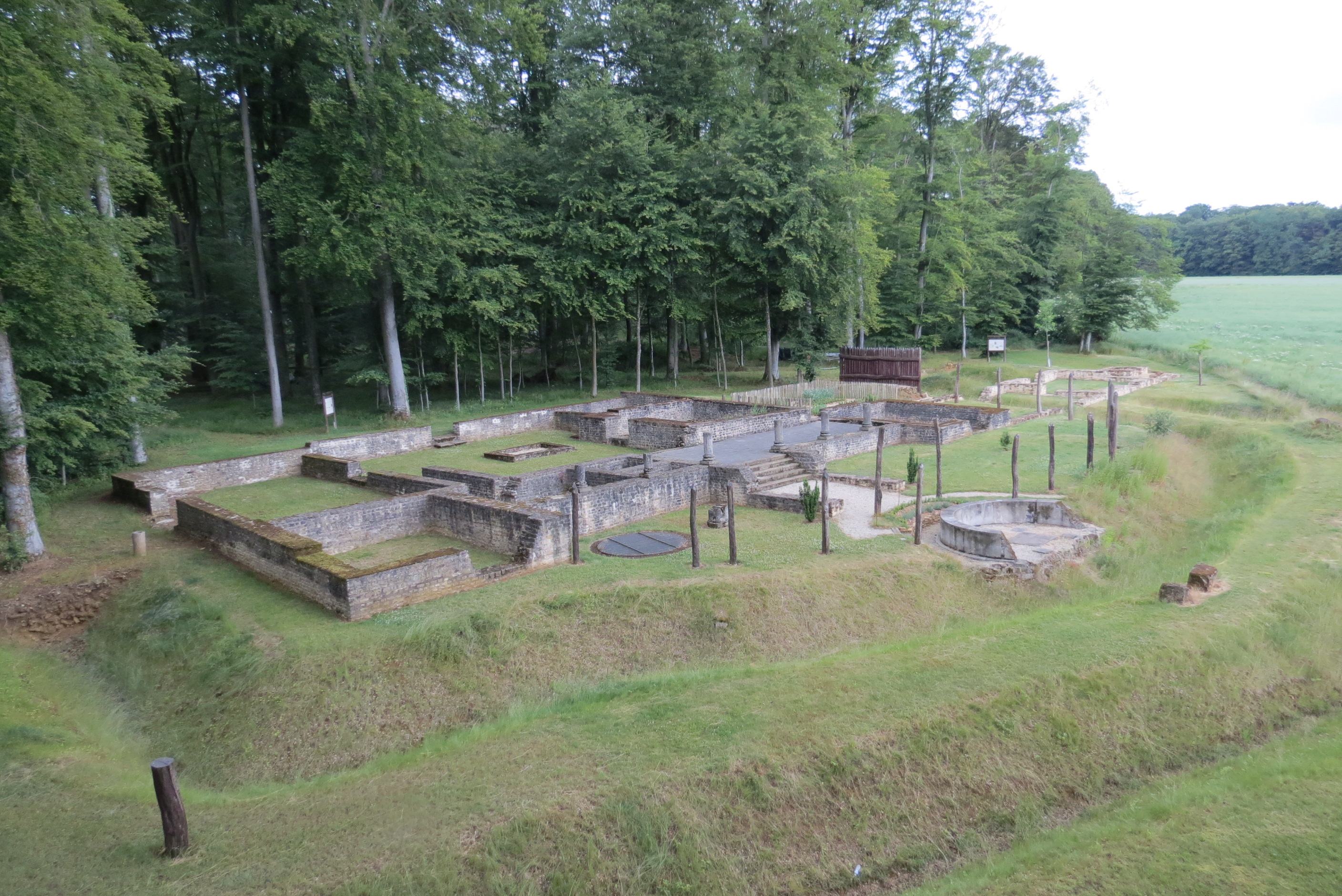
bâtiment 1, nouvelle demeure principale avec fortification

Dans la deuxième moitié du IIIe siècle, à la suite des incursions germaniques et des révoltes politiques internes, le bâtiment fut transformé en burgus, c’est-à-dire en forteresse civile. Dans une partie de la maison de maître, les parois ont été renforcées, pour permettre de construire sur elles une massive tour de garde romaine, qui prenait, en plus, la fonction d’un grenier à grains. Le bâtiment était protégé par une palissade en bois, ainsi que par des remblais de terre et au moins trois fossés. Des burgi similaires dans des maisons de maître gallo-romaines se trouvent à Bodenbach-Ober der steinigen Heck (Allemagne), à Mageroy-sur Mageois (Belgique) et à Bertrange (Luxembourg).
Au IVe siècle, le règne de Constantin rétablit une sécurité relative dans la région. A ce moment, les habitants remirent leur villa à l’état initial en démolissant la tour de garde et en abattant la palissade. Au même moment, on procéda à une remise à neuf extensive de la maison, qui avait probablement souffert lors de l’érection du burgus. Les gravats furent déversés dans les fossés devenus inutiles. On y a trouvé des fragments de fresques, des tuiles, des morceaux de calcaire et des pierres murales. Au cours des rénovations, la fonction de la cave s’est trouvée changée. On mura porte et fenêtres et la cave initiale fut divisée en trois pièces de tailles différentes, crépies avec du mortier imperméable. La cave allait servir dorénavant de citerne, avec la grande pièce faisant fonction de réservoir et les petites pièces permettant de recueillir et de décanter la boue. Ce système était alimenté par une conduite d’eau en bois souterraine, qui venait de l’est et dont on a pu dégager 70 mètres jusqu’ici. Son point de départ n’a pas encore pu être établi. Les trouvailles les plus remarquables en rapport avec le bâtiment 1 sont un rasoir datant de l’antiquité tardive, une cuillère en argent avec l’inscription « vtere felix » ainsi que de nombreux fragments de statuettes de divinités mères.

### Dépendance - bâtiment 3
Érigé en pierre au début du  IIe siècle, le bâtiment 3 est une construction rectangulaire, à laquelle on ajouta plus tard deux annexes séparées. La fonction de la dépendance n’est pas certaine, vu qu’il n’y a ni structures ni découvertes archéologiques significatives. Il pourrait éventuellement s’agir d’un dépôt, d’une écurie, d’une étable ou d’une grange. La porte dans le mur sud du bâtiment parlerait éventuellement en faveur de cette dernière théorie. Le bâtiment 3 est relié au bâtiment 4 par un mur en pierres massives d’une longueur de 80 mètres.
Ce qui est remarquable, c’est que sous les fondements du bâtiment en pierre il a été possible de déblayer la base d’un bâtiment en bois avec quatorze trous de poteaux du début de l’époque romaine. Le bâtiment en pierre a repris presque les mêmes dimensions que la construction qui le précédait.

### Boucherie- bâtiment 4
Comme les autres bâtiments, le bâtiment 4 montre plusieurs phases de construction. La partie la plus ancienne du bâtiment en pierre a été construite à la fin du  Ier siècle de notre ère. Dans le coin situé au sud-ouest, se trouvait un bassin en mortier de chape étanche avec des coins en quart de rond. Ce bassin servait probablement à recueillir des liquides. Dans le coin nord-est du bâtiment et séparés du reste de la pièce, se trouvaient les restes d’un grand foyer, avec des dalles en pierre brûlées et un canal d’aération nourrissant le feu d’oxygène. Si cette partie du bâtiment servait peut-être de fumoir, le bassin pouvait servir au salage de morceaux de viande. Deux pièces ajoutées à une date plus tardive triplaient la surface du bâtiment 4. Une porte dans le mur nord nouvellement érigé, un chemin d’accès ainsi que trois meules de charbonnier dans l’espace extérieur ont été découverts.
Tout comme dans le bâtiment 3, de gros trous de poteau prouvent l’existence d’une construction en bois datant du début de l’occupation romaine. Cette construction comportait un puits, qui fut rempli plus tard et un dépôt caché, composé de sept outils en fer.

### Maison d’habitation- bâtiment 5
La maison en pierre est subdivisée en trois pièces. Elle a deux entrées, dans le mur nord et le mur sud. En plus elle a une cave. Cette cave en pierre faisait déjà partie d’une construction en bois du Ier siècle, alors que la construction en pierre date des IIIe et IVe siècles. On a intégré la cave dans la construction plus tardive. Dans le coin sud-ouest du mur, on a pu récupérer un pot en céramique, qui contenait 2772 pièces de monnaie (environ huit kilos). Ces pièces sont des antoniniens de la fin du IIIe siècle. Ce trésor fut probablement caché lors des troubles de la fin du IIIe siècle et, pour des raisons inconnues, ne fut jamais récupéré. Les monnaies les plus tardives datent des années 278 à 279.
Vers le milieu du IVe siècle, le bâtiment fut victime d’un incendie. Cependant, des pièces de monnaie d’une date ultérieure prouvent qu’il a été utilisé de nouveau après la destruction de la maison en pierre.
Outre le trésor, on a trouvé dans ce bâtiment des fragments d’une pyxide précieuse en ivoire. Il s’agit d’une des découvertes d’ivoire les plus précoces et les mieux datées de l’Antiquité tardive. En plus, ont été découverts des fragments d’un dodécaèdre et une force de forgeron. Sous le fondement du bâtiment 5 ont été mis au jour des traces d’une habitation de l’époque de La Tène.

### Brasserie - bâtiment 6
Des trous convenant à des poteaux massifs correspondent à une construction en bois datant du début de l’époque romaine. Le bâtiment en pierre qui suivit a été érigé en au moins cinq phases de construction. Des pièces de monnaie datant du Ier au IVe siècle prouvent une occupation tout au long de cette période. On ne sait, quelle fut la fonction du bâtiment aux Ier et IIe siècles, cependant, aux IIIe et IVe siècles, il servait probablement de brasserie. Deux tourailles, deux bassins étanches, des restes de meules et quelques foyers témoignent d’une activité de brassage.

### Sanctuaire - bâtiment 7
Une petite structure rectangulaire de 8 m2, datant du IIIe siècle, a pu être identifiée comme temple domestique. Une cinquantaine de pièces de monnaie et plusieurs récipients encore intacts peuvent être interprétés comme offrandes aux divinités. Des blocs de pierre, rudimentairement sculptés, proviennent d’une construction précédente, qui n’a pas encore été datée. Quelques tessons préromains peuvent être mis en rapport avec cette construction.
À proximité du temple, a été découvert une sépulture individuelle de l’époque de la civilisation des champs d’urnes. En plus de l’urne et des restes humains incinérés, on a trouvé un petit récipient ainsi que cinq offrandes funéraires en bronze: des restes de bracelets et d’épingles.

### Dépendance - bâtiment 8
Le bâtiment 8, qui a été construit en deux phases de construction, est divisé en deux chambres. Il est à dater du IIe au IVe siècle. La découverte de nombreuses scories et de loupes semble indiquer une utilisation comme forge. Il est possible que le bâtiment ait été victime d’un incendie et fut reconstruit par la suite. Un mur qui longe le bâtiment suit son cours en direction sud. Le trajet de ce mur a pu être poursuivi sur cent mètres de distance à l’aide de prospections géoradar. Comme cette partie du terrain n’a été fouillée qu’en 2018 et que les murs du bâtiment n’ont pas encore été reconstruits, le bâtiment 8 n’est pas encore accessible au public.

### Monument funéraire circulaire
Vers l’année 30 de notre ère, une sépulture circulaire d’inspiration romaine a été érigée. Le monument funéraire accessible a probablement eu une hauteur de cinq mètres. A l’intérieur se trouvait probablement une statue en calcaire coquillier, dont seule la main a pu être retrouvée. Les sépultures se trouvaient soit dans des niches murales ou dans la terre. À l’époque du Haut-Empire, le monument servait probablement de sépulture familiale pour le propriétaire de la villa, qui, à ce moment-là, habitait encore le bâtiment 2 ou alors une des nombreuses constructions en bois qui précédaient ce dernier. En tout cas, le fait de se faire enterrer à une époque si rapprochée de la conquête romaine, dans un monument en pierre et selon un rite romain, montre une rupture étonnante et très précoce avec les coutumes régionales de l’époque de la Tène en vigueur dans la Gallia Belgica.
La résidence principale adjacente au monument funéraire ne fut construite qu’au IIIe siècle de notre ère, on peut supposer que les propriétaires du domaine ont volontairement orienté la nouvelle résidence vers ce monument familial, qui, à cette époque, était déjà en usage depuis plusieurs générations. Cependant, peu de temps après, la structure circulaire a été démolie et ses éléments en calcaire ont été recyclés dans d’autres constructions. Il se peut que les sépultures étaient replacées dans le cimetière gallo-romain proche de la villa et non encore découvert jusqu’ici. Lors de la fouille du monument, seules quatre cavités, qui auraient pu contenir des tombes, furent découvertes.

### Autres bâtiments
Dans les champs adjacents, en direction sud, des restes d’autres constructions ont été découvertes. L’une d’entre elles a cependant été presque complètement détruite par l’agriculture. On ne peut donc rien dire de précis sur la forme et l’utilisation de ce bâtiment.
Des pierres et des tessons laissent supposer la présence d’autres bâtiments, sur lesquels on n’a pour l’instant, aucun renseignement.